# 1912년 하계 올림픽 일본 선수단

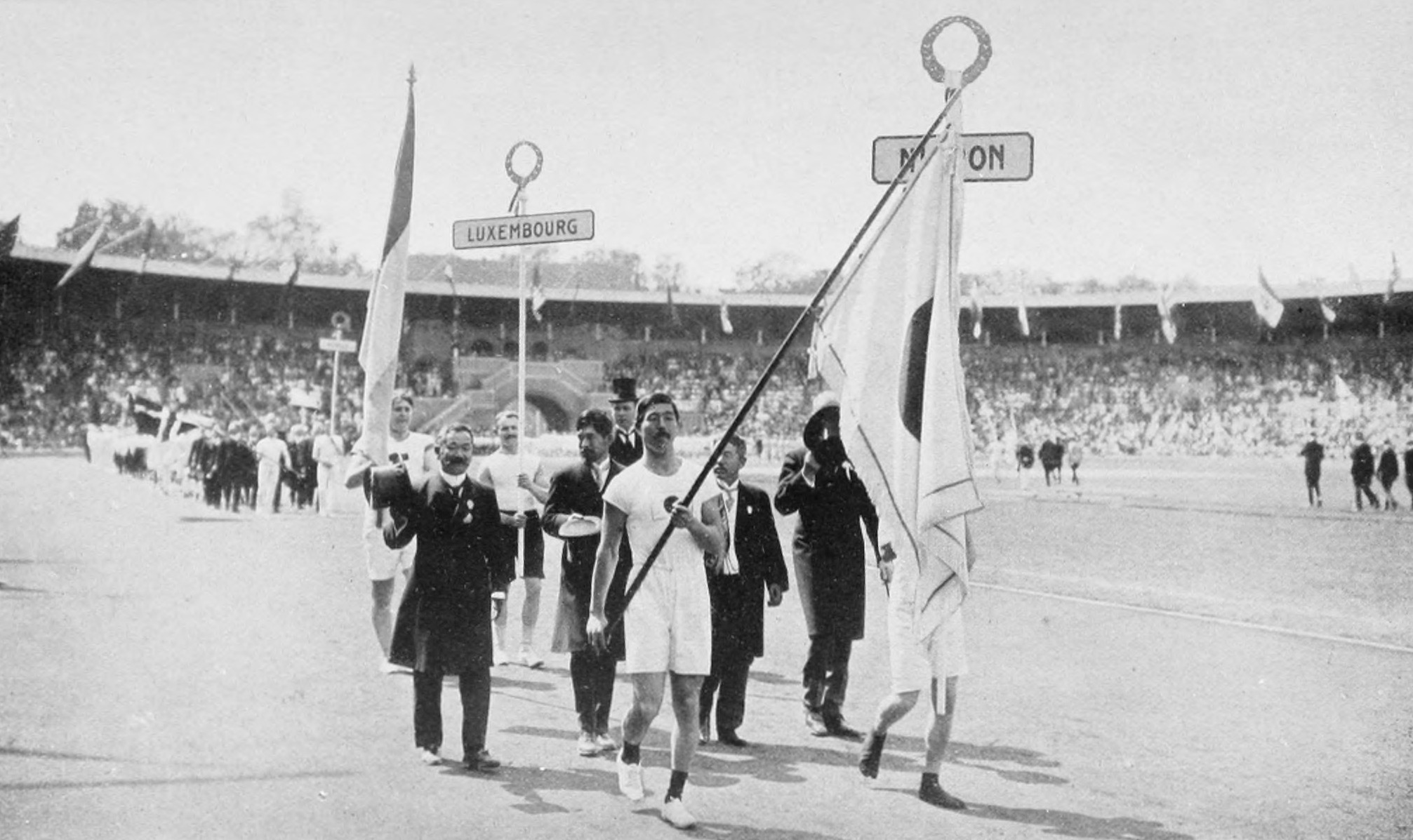
개회식에 참가한 일본 선수단.

일본 제국은 1912년 7월 6일부터 7월 22일까지 스웨덴 스톡홀름에서 열린 제5회 하계 올림픽에 참가했다. 아시아 대륙에선 올림픽 첫 출전이었다.
피에르 드 쿠베르탱은 전세계가 참여하는 대회가 되기를 기대하며 근대 올림픽을 창설했다. 그러나 처음 네 번의 대회에는 아시아 국가가 한 곳도 참가하지 않았고, 이는 많은 우려를 낳았다. 스웨덴 올림픽 위원회의 크리스티안 헬스트룀 위원장은 일본 정부에 서신을 보내 1912년 올림픽에 선수단을 파견할 수 있는 지를 물었다. 거절을 하면 국세 무대에서 체면이 손상될 것이라고 여긴 일본 정부는 문부성에 검토할 것을 지시했다. 문부성은 유럽에서 생활한 경험이 있는 일본 근대 유도의 창시자 가노 지고로에게 도움을 요청했다. 주 일본 프랑스 대사와 대화를 나누고 스웨덴인들이 보낸 팜플렛을 읽은 후, "올림픽이 무엇인지 상당히 잘 알고 있다"고 그의 말을 발전시켰다. 가노는 국제 올림픽 위원회 회원국이 되는데 동의했지만, 문부성은 참가 비용 등의 어떠한 지원도 제공하지 않았다. 때문에 가노는 일본체육회 측에 요청했으나 이쪽마저도 필요한 비용 지원은 요원해 보였다. 결국 가노는 1912년 대일본체육협회를 설립해 회장이 되면서, 일본 올림픽 출전의 길을 열었다.

## 대회 성적
일본의 올림픽 첫 출전에는 두 명의 육상 선수가 나섰다. 미시마 야히코는 세 종목에 출전해 한곳에서 준결승까지 진출하였으나 경기에는 나가지 않았다. 마라톤에 출전한 가나구리 시조는 경기 도중 더운 날씨 때문에 마라톤을 그만두었는데 일본으로 귀국하기 전 경기 감독관에게 포기 의사를 밝히지 않았기 때문에, 스웨덴 당국은 그를 실종 처리했다. 때문에 가나구리의 기록은 50여년간 계속해서 실종 상태로 유지되었다. 이후 가나구리가 자기 기록이 어떻게 되었는지는 까맣게 잊은 채 일본에서 살고 있는 것이 확인되었고, 스웨덴 당국은 그를 당시 마라톤 경기장에 초대하여 경기를 계속하도록 자리를 마련했다. 마침내 가나구리는 마라톤 출발선을 넘은지 54년 만에 결승선을 통과하였고, 1912년 마라톤 경기 순위로는 10위에 오르는 비공식 기록을 세웠다. 이때의 정확한 기록은 54년 8개월 6일 8:32:20.3이었다.
다음은 당시 일본 선수들의 기록과 순위이다.
| 선수          | 세부 종목 | 예선      | 예선      | 준결선    | 준결선    | 결선      | 결선      |           |           |           |           |
| 선수          | 세부 종목 | 기록      | 순위      | 기록      | 순위      | 기록      | 최종 순위 |           |           |           |           |
| 미시마 야히코 | 100m      | ?         | 5         | 진출 못함 | 진출 못함 | 진출 못함 | 진출 못함 |           |           |           |           |
| 미시마 야히코 | 200m      | ?         | 5         | 진출 못함 | 진출 못함 | 진출 못함 | 진출 못함 |           |           |           |           |
| 미시마 야히코 | 400m      | 55.5      | 2 Q       | 기권      | 기권      | 진출 못함 | 진출 못함 | 진출 못함 | 진출 못함 |           |           |
| 가나구리 시조 | 마라톤    | 중도 포기 | 중도 포기 | 중도 포기 | 중도 포기 | 중도 포기 | 중도 포기 | 중도 포기 | 중도 포기 | 중도 포기 | 중도 포기 |